# (38047) 1998 TC3
1998 TC3 (asteroide 38047) é um asteroide da cintura principal. Possui uma excentricidade de 0.04178630 e uma inclinação de 17.33758º.
Este asteroide foi descoberto no dia 14 de outubro de 1998 por CSS em Catalina.